# Manuel Zapico
Manuel Zapico (La Fresnosa, Langreo, 1926 - París, 28 de agosto de 2004), conocido como el Asturiano, fue un guerrillero español miembro del Maquis.

## Biografía
Nació en el concejo asturiano de Langreo. Su familia, de origen campesino, participó en la Guerra Civil luchando con el banco republicano en Asturias. Tras la caída del Frente Norte en 1937, su familia fue represaliada.
Comenzó a trabajar en la clandestinidad de enlace y apoyo de los guerrilleros que combatían en la zona. A los 15 años, estando trabajando en una mina en Sama de Langreo, se afilió al Partido Comunista. En 1942 comenzó a trabajar en el pozo San Luis como barrenista y empezó a ser investigado por la policía del régimen. Con veinte años se trasladó a Fabero en El Bierzo (León) y continuó viviendo en esta localidad minera hasta 1947, año en que se trasladó a Galicia, regresando a León dos años más tarde.
En 1951, tras el asesinato de Manuel Girón, persona de gran relevancia en el movimiento guerrillero antifranquista de la zona con el que Zapico tenía importantes vínculos, Zapico se involucró más en el apoyo del movimiento clandestino prestando ayudas a diferentes familias perseguidas por la represión franquista. Es en esta época, en tierras leonesas, cuando recibe el nombre de "el asturiano".
En 1952 huyó a Francia ante el deterioro del movimiento guerrillero sufrido tras la desaparición de Girón. En Francia fue deportado a España pero pudo escaparse regresando de nuevo a Francia donde permaneció hasta su muerte el 28 de agosto de 2004.